# 天山桦
天山桦（学名：Betula tianschanica）为桦木科桦木属的植物。分布于中亚山区以及中国大陆的新疆等地，生长于海拔1,300米至2,500米的地区，多生于阴山坡、河岸阶地、沟谷以及砾石坡，目前尚未由人工引种栽培。